# Luis Caviglia
Luis C. Caviglia (Montevideo, 1874 - ibídem, 1951) fou un advocat, polític i periodista uruguaià.
Com a militant del Partit Colorado (PC), va ser membre de la Junta Econòmico-Administrativa de Montevideo, diputat de 1917 fins al 1918, i ministre d'Indústria i Hisenda posteriorment. Va ser integrant del Consell Nacional d'Administració entre 1927 i 1933, i president d'aquest cos entre 1928 i 1929.
Morí a Montevideo, amb 77 anys.